# جان کامرون میچل
جان کامرون میچل (انگلیسی: John Cameron Mitchell؛ زادهٔ ۲۱ آوریل ۱۹۶۳) یک هنرپیشه، و کارگردان اهل ایالات متحده آمریکا است. وی از سال ۱۹۸۳ میلادی تاکنون مشغول فعالیت بوده‌است.
از فیلم‌ها یا مجموعه‌های تلویزیونی که وی در آن‌ها نقش داشته است، می‌توان به کشمکش خوب اشاره نمود.